# Guadalupe (Piauí)
Guadalupe é um município brasileiro do estado do Piauí. Sua população estimada em 2022 era de 10.270 habitantes. Possui área de 1.026,539 km². A cidade se torna importante para a economia do Piauí, uma vez que tem uma Usina Hidrelétrica, platôs irrigados, que se destacam em âmbito interestadual, atraindo um fluxo migratório considerável, além de possuir um Balneário com potencial turístico.

## História
Foi fundada pelo capitão Alexandrino Moreira Mousinho, com intermediação de líderes populares e demais políticos da época. Desmembrada do município de Jerumenha, teve o seu primeiro núcleo urbano estabelecido onde hoje se encontra o Bairro Coqueiro. O município já foi chamado de Porto das Melancias, Bom Princípio e Porto Seguro. Guadalupe é uma cidade planejada, já que o antigo núcleo urbano, no fim da década de 60, foi forçado a se estabelecer em uma nova região segura, por razão da construção da Usina Hidrelétrica e da Barragem.

## Geografia
Localiza-se à latitude 06º47'13" sul e à longitude 43º34'09" oeste, estando à altitude de 177 metros e possuindo área territorial de 1019.645 km².
O acesso ao município ocorre pela PI-281 e pela PI-219, que são rodovias estaduais e pela BR 135. Guadalupe também conta com um aeroporto. O acesso pela bacia do Parnaíba tecnicamente é possível, contudo as duas eclusas presentes na cidade nunca foram efetivamente utilizadas, espécie de elevador que repara o desnível entre o rio e o lago
Tendo um dos 10 maiores Índices de Desenvolvimento Humano do Piauí, Guadalupe se destaca dentre as cidades piauienses principalmente em Renda, além de ter um bom índice de esgotamento sanitário tratado.

## Clima
O clima em Guadalupe é considerado Tropical quente e úmido (Aw), sendo que as chuvas se concentram de Novembro até Abril. Nos meses secos a temperatura passa facilmente de 40°C nas tardes, contudo, via de regra, venta muito na região, refrigerando a sensação de calor. A explicação para tal característica "praiana" está na presença do imponente Lago de Boa Esperança.  
Outubro é o mês mais quente, tendo média de mínimas de máximas, respectivamente, de 26°C e 37°C. Fevereiro e Março os menos quentes, ambos com mínimas de 23°C e máximas de 31°C, em média. Em Março o índice pluviométrico médio alcança 181mm, enquanto em Julho é de apenas 3mm. 

## Economia
Possui uma das maiores áreas de plantações de frutas, legumes, soja, algodão do Nordeste, denominado projeto Platôs de Guadalupe, com uma área equivalente a 33 mil hectares de área canalizada e pronta para o plantio.
Em Guadalupe está a Usina Hidrelétrica Humberto de Alencar Castelo Branco ou Boa Esperança, instalada no Rio Parnaíba e uma usina de tapugita..  No lago artificial há balneários que atraem turistas. O maior e o principal é o Balneário Belém-Brasília. Está entre as dez cidades com maior Produto Interno Bruto do Piauí, garantindo à prefeitura municipal uma arrecadação considerável.  
A usina é parte integrante do sistema Companhia Hidrelétrica do São Francisco. É a mais importante do Nordeste Ocidental brasileiro e represa cinco bilhões de metros cúbicos de água do rio Parnaíba. O açude vem prestando alguns benefícios à população, permitindo a criação de peixes e regulando o regime de cheias do rio (evitando as grandes enchentes que deixam desabrigados, em sua maioria, a população ribeirinha residentes nas margens mais baixas da capital Teresina), apesar de contribuir para o assoreamento que prejudica principalmente a microrregião do Baixo Parnaíba Piauiense.  